# Kobona
Kobona (Russisch: Кобона) is een Russisch dorp in de oblast Leningrad. Het dorp ligt aan het zuidoosten van het Ladogameer.

## Geschiedenis
De oudste Russische vermelding van het dorp komt uit 1500, echter zijn er oudere Finse bronnen die melding maken over het dorp onder de naam haapa.

### Tweede Wereldoorlog
Tijdens de Tweede Wereldoorlog was het dorp, tijdens de wintermaanden, de enige open weg van en naar het belegerde Leningrad. Tijdens de winter ontvluchtten in totaal 1,3 miljoen inwoners via deze weg, dat de bijnaam weg van het leven kreeg, Leningrad. De grootste bezienswaardigheid van het dorp is de St. Nicolaas kerk.

## Geboren in Kobona
- Alexander Prokofiev, Sovjets dichter